# Ann Sheridan
Clara Lou Sheridan (21. února 1915 Denton – 21. ledna 1967 Los Angeles) byla americká herečka a zpěvačka.

## Život

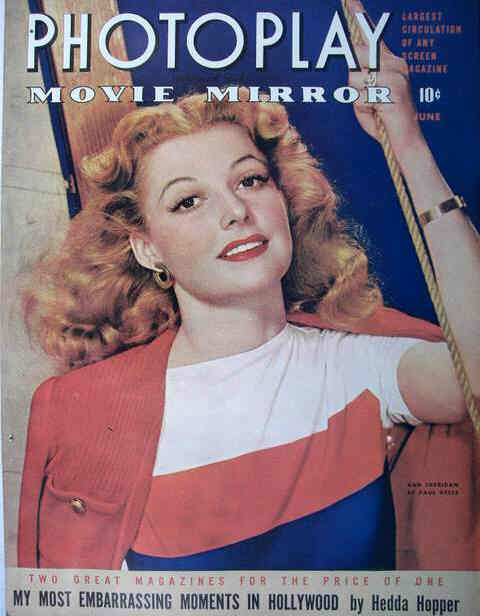
Ann Sheridan v magazínu Photoplay (1942)

Narodila se 21. února 1915 v Dentonu v Texasu, jako nejmladší z pěti dětí automechanika Geroge W. Sheridana a Luly Stewartové (rodným jménem Warrenová). Studovala na University of North Texas, kde byla členkou basketbalového týmu a také zpívala ve školní kapele. 
Poté, co jí starší sestra poslala fotku do studia Paramount Pictures a vyhrála místní soutěž krásy, se v devatenácti letech vydala do Hollywoodu. U studia Paramount však dostávala pouze malé nepodstatné role, nebo dělala dablérky, a tak se po 28 filmech rozhodla přejít do studia Warner Bros.
Hned poté si také změnila jméno a spolu s Betty Grableovou se objevila na mnoha plakátech. Jako nový sexsymbol se stala brzy známa pod přezdívkou „Oomph Girl“ (~ „Šťabajzna“), kterou však nenáviděla. Během 30. let si zahrála v mnoha dalších filmech, a i přes několik úspěchů, se jí do prvořadých rolí stále nešlo prosadit
To se jí povedlo až v 40. letech a k jejím nejznámějším patří mj. filmy Muž, který přišel na večeři (1942), nebo Kings Row (1942), kde si zahrála po boku budoucího amerického prezidenta Ronalda Reagana. Jelikož vynikala i ve zpěvu, byla často obsazována také do muzikálů.

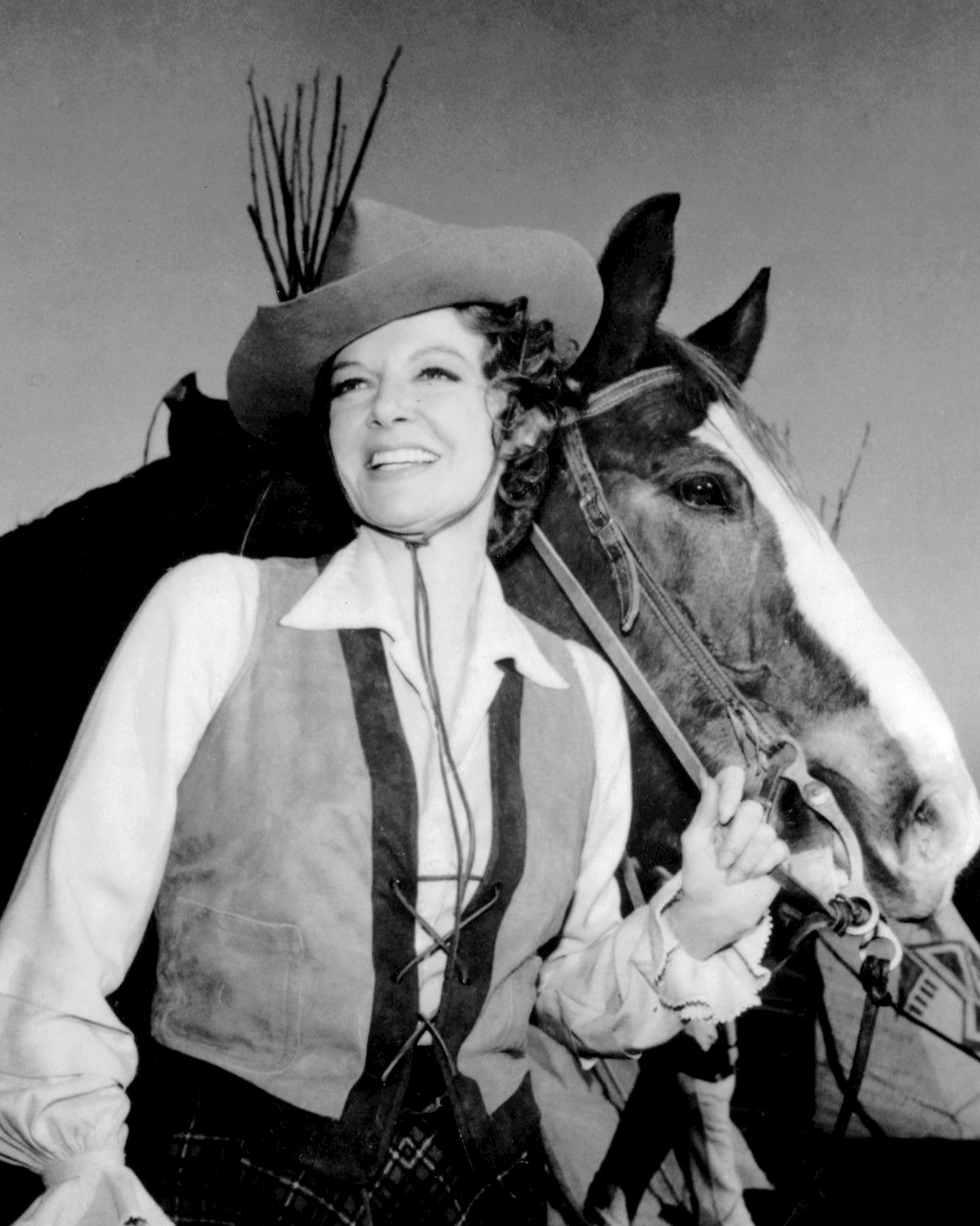
Ann Sheridan ve filmu Pistol 'n' Petticoats (1966)

Počátkem 50. let jí však kariéra začala postupně upadat a byla čím dál více nahrazována novými mladšími herečkami. Proto se odstěhovala se do New Yorku a snažila se hrát, kde se dalo. Až v roce 1966 se jí podařilo uchytit v komediálním westernovém seriálu Pistols 'n' Petticoats. Téhož roku však onemocněla rakovinou jícnu, které o rok později 21. ledna 1967 podlehla.
Během své kariéry natočila celkem 93 filmů a má svou hvězdu na Hollywoodském chodníku slávy.
Byla třikrát vdaná a dvakrát rozvedená. jejím prvním manželem byl herec Edward Norris, druhým také herec George Brent a posledního manžela, též herce, Scotta McKaye si vzala v roce 1966 těsně před smrtí.

## Filmografie (výběrová)
- 1935 The Red Blood of Courage (režie John English)
- 1935 Car 99 (režie Charles Barton)
- 1937 Wine, Women and Horses (režie Louis King)
- 1937 The Great O'Malley (režie William Dieterle)
- 1937 She Loved a Fireman (režie John Farrow)
- 1937 Footloose Heiress, The (režie William Clemens)
- 1937 Alcatraz Island (režie William C. McGann)
- 1938 The Patient in Room 18 (režie Crane Wilbur)
- 1938 Mystery House (režie Noel M. Smith)
- 1938 Little Miss Thoroughbred (režie John Farrow)
- 1938 Hříšní andělé (režie Michael Curtiz)
- 1938 Broadway Musketeers (režie John Farrow)
- 1939 Winter Carnival (režie Charles Reisner)
- 1939 Naughty But Nice (režie Ray Enright)
- 1939 Indianapolis Speedway (režie Lloyd Bacon)
- 1939 Angels Wash Their Faces (režie Ray Enright)
- 1940 Jezdci noci (režie Raoul Walsh)
- 1940 It All Came True (režie Lewis Seiler)
- 1940 City for Conquest (režie Jean Negulesco, Anatole Litvak)
- 1941 Navy Blues (režie Lloyd Bacon)
- 1941 Honeymoon for Three (režie Lloyd Bacon)
- 1942 Wings for the Eygle (režie Lloyd Bacon)
- 1942 Muž, který přišel na večeři (režie William Keighley)
- 1942 Kings Row (režie Sam Wood)
- 1942 Juke Girl (režie Curtis Bernhardt)
- 1943 Hranice temnoty (režie Lewis Milestone)
- 1944 The Doughgirls (režie James V. Kern)
- 1944 Shine On, Harvest Moon (režie David Butler)
- 1946 One More Tomorrow (režie Peter Godfrey)
- 1947 The Unfaithful (režie Vincent Sherman)
- 1947 Nora Prentiss (režie Vincent Sherman)
- 1948 Good Sam (režie Leo McCarey)
- 1949 I Was a Male War Bride (režie Howard Hawks)
- 1950 Žena na útěku (režie Norman Foster)
- 1950 Stella (režie Claude Binyon)
- 1952 Steel Town (režie George Sherman)
- 1953 Take Me to Town (režie Douglas Sirk)
- 1956 Come Next Spring (režie R.G. Springsteen)
- 1957 Woman and the Hunter, The (režie George P. Breakston)